# Realizam (glazbena umjetnost)
Budući da se tonovima, njihovim odnosima i kombinacijama teško može točno opisati neki izvanglazbeni sadržaj, realizam je u glazbi prisutan samo na području opere u kojoj riječ ima glavnu ulogu.
Operni realizam je već najavio Giuseppe Verdi u svojim opernim djelima kojima umjesto povijesnih i mitoloških sadržaja odabire priču iz svakodnevnog života. Na sličan način skalda Modest Petrovič Musorgski i Georges Bizet.
U operi Boris Gudunov Musorgski stavlja u središte pozornosti tragičnu sudbinu ruskog naroda kojim vladaju nemoralni i sebični carevi. Njegova je glazba ispunjena folklornim značajkama, a prevladava recitativni način pjevanja.
Opera Carmen Georgea Bizeta je najznačajniji plon francuskog realizma i preteča talijanske veristične opere. To je uzbudljiva i tragična priča o strastvenoj ljubavi žene koja teži slobodi i samostalnosti, prožeta španjolskim folklorom.
Krajem 19.st. u Italiji se javlja operni stil verizam. Pod utjecajem književnog naturalizma, u verističkim se operama pojavljuju likovi iz svakodnevnog života kojima upravljaju snažne emocije poput ljubavi, mržnje i osvete. Veristi se suprotstavljaju Wagnerovim utjecajima jer ih ne zanimaju legende, mitovi i filozofsko - etičke teme. Najvažniji prestavnici su Pietro Mascagni, Ruggiero Leoncavallo i Giacomo Puccini.